# General der Transportflieger
General der Transportflieger war eine Dienststelle der deutschen Luftwaffe. 
Diese wurde Ende August 1944 aus dem XIV. Fliegerkorps, dem Generalkommando für die Transportverbände aufgestellt. Sie war im Oberkommando der Luftwaffe (OKL) angesiedelt.
Bis Ende 1944 kamen u. a. 21 Ju 352 bei der Dienststelle zum Einsatz.
Generale der Transportflieger waren:
- General der Flieger Joachim Coeler: vom 29. August 1944 bis 5. Februar 1945, ehemaliger Chef des Generalkommandos für die Transportverbände
- Generalmajor Fritz Morzik: ab 10. Februar 1945 bis Kriegsende